# Голинь (зупинний пункт)
Го́линь — пасажирський залізничний зупинний пункт Івано-Франківської дирекції Львівської залізниці.
Розташований у селі Голинь, Калуський район, Івано-Франківської області на лінії Стрий — Івано-Франківськ між станціями Калуш (8 км) та Рожнятів (6 км).
Станом на лютий 2019 року щодня три пари дизель-потягів прямують за напрямком Стрий — Івано-Франківськ.